# Traducció de programari al català
Des dels inicis de la distribució comercial de programari, la presència del català als programes informàtics havia estat molt minsa.
El 1998, la Generalitat de Catalunya, per tal de donar un impuls al català creà la llei de política lingüística de dia 7 de gener d'aquell any, en què s'insta el govern a afavorir la producció i comercialització de productes informàtics en català. Arran d'aquesta llei, subvencionà amb 80 milions de pessetes Microsoft per tal que traduís el seu sistema operatiu Windows 98 al català, una mesura que fou criticada per la comunitat catalana del programari lliure liderada per Softcatalà que ja havia iniciat la traducció col·laborativa de programari de codi obert. El 2001, el Termcat signà un conveni de col·laboració amb Softcatalà per prestar suport terminològic a aquestes traduccions de programari.
Durant els primers anys del segle xxi, s'ha viscut un clar increment de la presència del català als programes informàtics. Actualment, la major part dels sistemes operatius (tant el GNU/Linux, com el Windows com el Mac OS) tenen la majoria de funcions traduïdes al català. Pel que fa a dispositius mòbils, tant Android com iOS tenen l'opció del català. El català també és present a molts d'altres programes com ara paquets ofimàtica (LibreOffice o Microsoft Office) i navegadors web (Mozilla Firefox o Microsoft Edge). També és present en aplicacions per a mòbils com Twitter o Facebook.